# Reggie Evans
Reginald Jamaal Evans (Pensacola, Florida, 18 de mayo de 1980) es un exjugador de baloncesto estadounidense que disputó 13 temporadas en la NBA. Con 2,03 metros de estatura, jugaba en la posición de ala-pívot.

## Carrera

### Universidad
Evans pasó dos años en la Universidad de Iowa, donde promedió 15,3 puntos y 11,5 rebotes en 69 partidos con los Hawkeyes. Se convirtió en el cuarto jugador de Iowa en llegar a los 1 000 puntos en dos temporadas. Fue nombrado All-American y en el segundo mejor quinteto de su conferencia en los años sénior y júnior. Antes de jugar en Iowa, estuvo dos temporadas en el Coffeyville Junior College, ayudando al equipo a un balance de 41-23 en dos años, donde lideró la conferencia en rebotes como freshman y sophomore, y la nación en rebotes en su segundo año.

### NBA

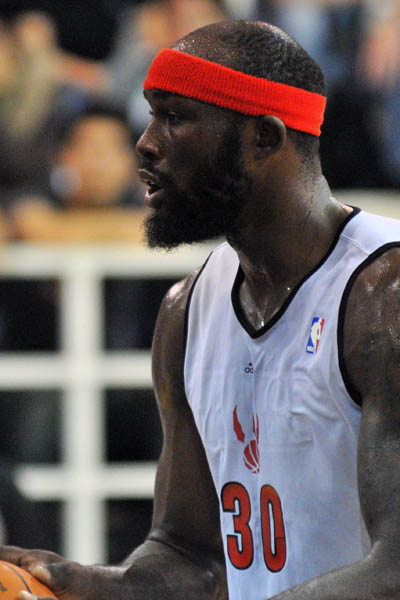
Evans con los Raptors en 2010.

Tras no ser elegido en el Draft, firmó como agente libre con Seattle SuperSonics, donde se convirtió en un excelso reboteador. En Seattle pasó tres temporadas y media, teniendo la 2004-05 como su mejor campaña en la liga, en la que promedió 9.3 rebotes y 4.9 puntos por partido. El 23 de febrero de 2006 fue traspasado a Denver Nuggets donde en esa temporada disputó 26 partidos con promedios de 8.7 rebotes y 5.2 puntos.
El 10 de marzo de 2006, ante Toronto Raptors, consiguió 20 rebotes y ningún punto, convirtiéndose en el primer jugador que captura 20 rebotes y no anota en un partido desde que Dennis Rodman lo hiciera el 15 de diciembre de 1997 con la camiseta de Chicago Bulls ante Phoenix Suns.
En junio de 2009, fue traspasado a Toronto Raptors tras su paso por Philadelphia en una operación de intercambio con Jason Kapono. 
El 22 de diciembre de 2011 firmó por Los Angeles Clippers.
El 11 de julio de 2012 fichó por Brooklyn Nets.
El 19 de febrero de 2014, fue traspasado a Sacramento Kings junto con el escolta Jason Terry a cambio de Marcus Thornton.
Pasó año y medio en Sacramento, siendo su último encuentro en la NBA el 10 de abril de 2015 ante Oklahoma City Thunder, habiendo disputado 809 encuentros en su carrera. En el momento de retirarse poseía el récord de más encuentros anotando únicamente un punto, con 58 partidos.

## Estadísticas de su carrera en la NBA

### Temporada regular
| Año     | Equipo        | PJ  | PT  | MPP  | %TC  | %3P   | %TL  | RPP  | APP | ROB | TPP | PPP  |
| ------- | ------------- | --- | --- | ---- | ---- | ----- | ---- | ---- | --- | --- | --- | ---- |
| 2002-03 | Seattle       | 67  | 60  | 20.4 | .471 | .000  | .519 | 6.6  | .5  | .6  | .2  | 7.1  |
| 2003-04 | Seattle       | 75  | 27  | 17.1 | .406 | .000  | .561 | 5.4  | .4  | .7  | .1  | 7.4  |
| 2004-05 | Seattle       | 79  | 79  | 23.8 | .476 | .000  | .534 | 9.3  | .7  | .7  | .2  | 8.3  |
| 2005-06 | Seattle       | 41  | 23  | 23.7 | .509 | .000  | .550 | 6.7  | .6  | .6  | .1  | 18.2 |
| 2005-06 | Denver        | 26  | 2   | 23.3 | .453 | .000  | .505 | 8.7  | .6  | .6  | .2  | 17.6 |
| 2006-07 | Denver        | 66  | 11  | 17.1 | .544 | .000  | .497 | 7.0  | .7  | .6  | .2  | 17.9 |
| 2007-08 | Philadelphia  | 81  | 61  | 23.2 | .439 | 1.000 | .467 | 7.5  | .8  | 1.1 | .1  | 18.1 |
| 2008-09 | Philadelphia  | 79  | 7   | 19.3 | .444 | .000  | .594 | 4.6  | .3  | .5  | .1  | 15.5 |
| 2009-10 | Toronto       | 28  | 1   | 19.9 | .493 | .000  | .450 | 3.8  | .3  | .5  | .1  | 14.8 |
| 2010-11 | Toronto       | 30  | 18  | 26.6 | .408 | .000  | .545 | 11.5 | 1.3 | 1.0 | .2  | 18.1 |
| 2011-12 | L.A. Clippers | 56  | 0   | 13.8 | .472 | .000  | .507 | 4.8  | .3  | .6  | .1  | 9.1  |
| 2012-13 | Brooklyn      | 80  | 56  | 24.6 | .479 | .000  | .509 | 11.1 | .5  | .9  | .2  | 12.4 |
| 2013-14 | Brooklyn      | 30  | 6   | 13.3 | .390 | .000  | .538 | 5.0  | .2  | .4  | .1  | 10.1 |
| 2013-14 | Sacramento    | 24  | 14  | 20.8 | .527 | .000  | .569 | 7.7  | .7  | 1.0 | .0  | 13.0 |
| 2014-15 | Sacramento    | 47  | 7   | 16.3 | .423 | .000  | .619 | 6.4  | .7  | .5  | .1  | 11.1 |
| Total   | Total         | 809 | 372 | 19.2 | .465 | .091  | .528 | 7.1  | .6  | .7  | .1  | 13.2 |

### Playoffs
| Año   | Equipo        | PJ | PT | MPP  | %TC  | %3P  | %TL  | RPP  | APP | ROB | TPP | PPP  |
| ----- | ------------- | -- | -- | ---- | ---- | ---- | ---- | ---- | --- | --- | --- | ---- |
| 2005  | Seattle       | 11 | 11 | 18.9 | .405 | .000 | .524 | 7.4  | .5  | .4  | .3  | 9.2  |
| 2006  | Denver        | 5  | 0  | 13.8 | .429 | .000 | .722 | 4.6  | .0  | .4  | .2  | 7.6  |
| 2008  | Philadelphia  | 6  | 0  | 27.7 | .500 | .000 | .625 | 7.8  | .5  | .8  | .0  | 19.9 |
| 2009  | Philadelphia  | 5  | 0  | 18.9 | .222 | .000 | .750 | 2.0  | .0  | .6  | .0  | 11.9 |
| 2012  | L.A. Clippers | 11 | 0  | 18.0 | .533 | .000 | .425 | 7.3  | .1  | .8  | .5  | 10.0 |
| 2013  | Brooklyn      | 7  | 7  | 29.9 | .478 | .000 | .556 | 12.3 | .9  | 1.0 | .3  | 18.2 |
| Total | Total         | 45 | 18 | 19.3 | .444 | .000 | .552 | 7.3  | .3  | .7  | .3  | 12.8 |